# Policorde
Em música, o policorde designa, etimologicamente, um instrumento constituído de várias cordas — real ou fictício com objetivos pedagógicos.
Por extensão, no entanto, o termo se refere, genericamente, a uma sucessão de notas musicais — ascendentes ou descendentes — numa determinada escala musical. No segundo sentido, deve-se fazer uma distinção cuidadosa entre « policorde » e « intervalo musical » : o policorde designa uma sucessão de graus conjuntos, e o intervalo designa apenas a distância entre os graus extremos do dito policorde.
Por exemplo, as quatro notas dó, ré, mi e fa formam um policorde — mais precisamente, um tetracorde — mas a distância entre dó e fá é um intervalo — mais precisamente, uma quarta justa.
Os nomes atribuídos aos principais policordes são os seguintes — observe que não existe terminologia específica para designar os policordes superiores a octocordes.

## Monocorde
O monocorde designa, ou um único som que inicia uma escala musical, num intervalo correspondente a um uníssono melódico, ou um instrumento musical primitivo constituído de uma caixa de ressonância e uma única corda que vibra sobre um braço (como no violino), variando-se a altura do som através de um cavalete móvel.
O monocorde, enquanto instrumento experimental, tornou-se célebre, depois que Pitágoras demonstrou que a altura do som é inversamente proporcional ao comprimento da corda. Dessa experiência, Pitágoras tirou as seguintes conclusões:
- Ao colocar o cavalete no ponto central da corda esticada — dividindo-a, portanto, em duas partes, a corda em questão soa uma oitava acima do som inicial. Obtém-se, desta forma, a mesma nota musical dos dois lados do cavalete.
- Da mesma forma, colocando-se o cavalete sobre os terços da corda, dividindo-a em três partes, a corda em questão soa a quinta da nota inicial, porém uma oitava acima, ou uma décima-segunda acima. Do outro lado do cavalete, com uma extensão de 2/3, obtém-se a quinta acima do som inicial.
- E assim por diante.

## Dicorde
O dicorde — ou bicorde — é um policorde constituído de dois graus conjuntos.
Por exemplo, dó e ré.
- O intervalo correspondente é a segunda.

## Tricorde
O tricorde é um policorde constituído de três graus conjuntos.
Par exemple, dó, ré e mi.
- O intervalo correspondente é a terça.

## Tetracorde
Designa, a princípio, um antigo instrumento musical da Grécia.
O tetracorde é um policorde constituído de quatro graus conjuntos no sentido ascendente, separados por 1 tom — 1 tom — 1/2 tom.
Por exemplo, dó, ré, mi e fá.
- O intervalo correspondente é a quarta.

O conceito de tetracorde é considerado pela maioria dos teóricos gregos como a unidade fundamental para a formação das escalas melódicas. Na música tonal, o tetracorde é, por vezes, utilizado de modo análogo, para justificar a teoria da geração das escalas diatônicas. Com efeito, pode-se considerar que uma escala maior é constituída de dois tetracordes idênticos separados por um tom, cada acorde compreendendo dois tons consecutivos e um semitom diatônico.
Por exemplo, a escala de dó maior compreende um tetracorde inferior (dó, ré, mi, fá = dois tons e um semitom) seguido de um tetracorde superior (sol, lá, si, dó = dois tons e um semitom), sendo os dois tetracordes separados por um tom (fá, sol = um tom).

## Pentacorde
O pentacorde é um policorde constituído de cinco graus conjuntos.
Por exemplo, dó, ré, mi, fá, sol.
- O intervalo correspondente é a quinta.

## Hexacorde
O hexacorde é um policorde constituído de seis graus conjuntos.
Por exemplo, dó, ré, mi, fá, sol, lá.
- O intervalo correspondente é a sexta.

Ao longo do século XVI, Guido d'Arezzo recorreu, não mais ao tetracorde como seus predecessores, mas ao hexacorde, o que lhe permitiu estabelecer a solmização. A solmização é um sistema de ensino de leitura musical por relatividade, que foi mantido até o fim da Idade Média, quando do nascimento do Contraponto e da generalização da pauta.

## Heptacorde
O heptacorde é um policorde constituído de sete graus conjuntos.
Por exemplo, dó, ré, mi, fá, sol, lá, si.
- O intervalo correspondente é a sétima.

## Octocorde
O octocorde é um policorde constituído de oito graus conjuntos. Uma escala heptatônica — por exemplo, a escala diatônica — se apresenta, evidentemente, sob a forma de um octocorde.
Por exemplo, dó, ré, mi, fá, sol, lá, si et dó.
- O intervalo correspondente é a oitava.